# Joseph V. Graff

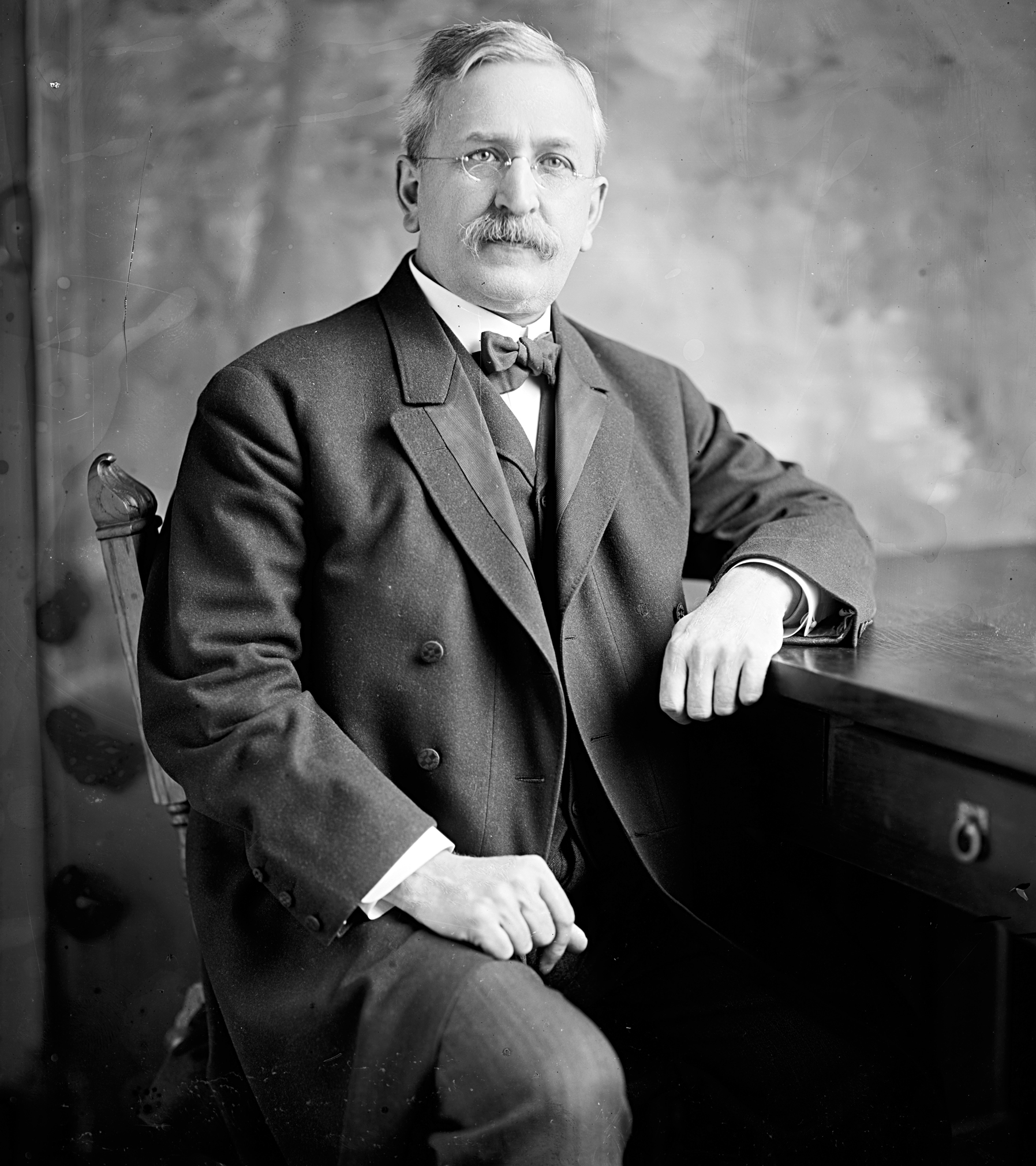

Joseph Verdi Graff, född 1 juli 1854 i Terre Haute i Indiana, död 16 november 1921 i Peoria i Illinois, var en amerikansk politiker (republikan). Han var ledamot av USA:s representanthus 1895–1911.
Graff gravsattes på Glendale Cemetery i Washington i Illinois.